# انرژی پتانسیل الکتریکی

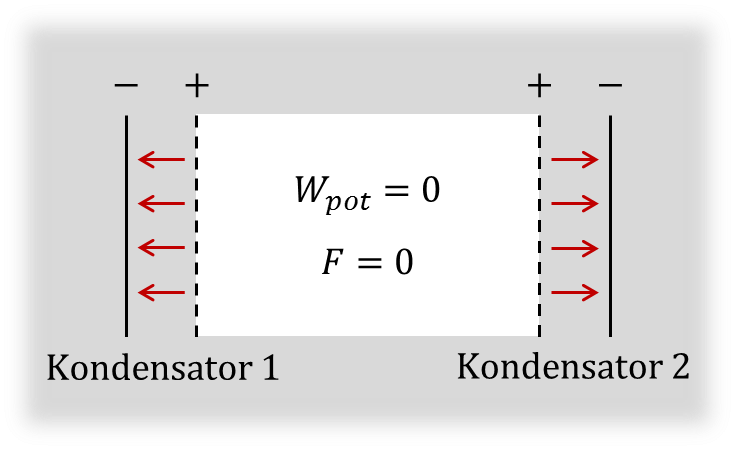
انرژی پتانسیل الکتریکی

انرژی پتانسیل الکتریکی یا انرژی پتانسیل الکتروستاتیک انرژی پتانسیلی است مرتبط با نیروی‌های پایستار کولن در یک سامانهٔ تعریف‌شده از بارهای نقطه‌ای الکتریکی. انرژی پتانسیل الکتریکی و پتانسیل الکتریکی دو مفهوم کاملاً متفاوت‌اند.

مرجع صفر، حالتی است که در آن دو بار نقطه‌ای منفرد در فاصلهٔ بینهایت از هم و به صورت ساکن قرار دارند. حال انرژی پتانسیل الکتریکی سامانه‌ای مانند UE نسبت به یک مرجع صفر برابر است با: W مقدار کاری که توسط یک عامل خارجی فرضی باید انجام شود تا تک تک بارهای نقطه‌ای را از فاصلهٔ بینهایت به سمت یک سامانهٔ دلخواه با سرعت ثابت جابه‌جا کند. در این روند فرض بر این است که هیچ انرژی جنبشی در بارهای نقطه‌ای ذخیره نمی‌شود.
گاهی تصور می‌شود که انرژی پتانسیل از یک بار قرار گرفته در میدان الکتریکی ناشی می‌شود درحالی که واقعیت این است که این انرژی به کل آن سامانه که شامل مجموعه‌ای از همهٔ بارهای تولیدکنندهٔ میدان الکتریکی است برمی‌گردد.

برای محاسبهٔ مقدار کار لازم برای آوردن یک بار نقطه‌ای در مجاورت سایر بارهای نقطه‌ای که خود ساکن‌اند، کافی است که بدانیم:
1. میدان کل تولید شده توسط بارهای دیگر چقدر است.
2. مقدار بار الکتریکی بار نقطه‌ای که می‌خواهیم جابه‌جا کنیم چقدر است.

میدان ایجاد شده ناشی از باری که در حال جابه‌جا شدن است و مقدار بار سایر بارهای نقطه‌ای برای محاسبهٔ کار، مورد استفاده قرار نمی‌گیرند. هرچند در بسیاری از محیط‌ها از نظر ریاضی ساده‌تر است که تمام انرژی‌های ایجاد شده از تمام جفت‌بارها را با هم جمع کنیم (مانند زیر).
الکتروستاتیک، تئوری بدست آمده در قرن‌های ۱۸ و ۱۹ است و فرضیاتی مانند بارهای نقطه‌ای مربوط به دانش آن دوران است. الکتروستاتیک یک تئوری کامل برای تمام ذرات باردار فیزیکی که جهان فیزیکی را می‌سازد نیست؛ ذراتی که در اصل عدم قطعیت هایزنبرگ و سایر قوانین در مکانیک کوانتومی مورد بحث قرار می‌گیرند.

## انرژی پتانسیل الکتریکی ذخیره شده در بین بارهای نقطه‌ای مجزا
انرژی پتانسیل الکتریکی ایجاد شده از دو بار نقطه‌ای برابر است با انرژی پتانسیل یک بار در پتانسیل الکتریکی ایجادشده توسط دیگری. به عبارت دیگر اگر بار {\displaystyle q_{1}} پتانسیل الکتریکی {\displaystyle \Phi _{1}(\mathbf {r} )} که خود تابعی از بردار مکان {\displaystyle \mathbf {r} } است را ایجاد کند، خواهیم داشت: {\displaystyle U_{E}=q_{2}\Phi _{1}(\mathbf {r} _{2})} هم‌چنین به بیان مشابه خواهیم داشت: {\displaystyle U_{E}=q_{1}\Phi _{2}(\mathbf {r} _{1})} در نتیجه در حالت کلی اگر {\displaystyle N} بار الکتریکی داشته باشیم و فرض کنیم بار {\displaystyle q_{i}} دارای مکان {\displaystyle \mathbf {r} _{i}} است، انرژی پتانسیل الکتریکی برابر خواهد بود با:
{\displaystyle U_{E}={\frac {1}{2}}\sum _{i}^{N}q_{i}\Phi (\mathbf {r} _{i})}
که به ازای هر i, {\displaystyle \Phi (\mathbf {r} _{i})} برابر است با پتانسیل الکتریکی تمام بارهای نقطه‌ای موجود به جز باری که در موقعیت {\displaystyle \mathbf {r} _{i}} قرار دارد.

توجه: ضریب {\displaystyle {\frac {1}{2}}} که در ابتدای عبارت ریاضی آمده‌است، برای جلوگیری از دو بار محاسبه شدن جفت‌بارهای الکتریکی است، برای مثال فرض کنید {\displaystyle N} برابر ۲ باشد یعنی تنها یک جفت، بار الکتریکی داشته باشیم.
البته اگر {\displaystyle N} برابر با تعداد جفت‌بارها بود طبیعتاً ضریب {\displaystyle {\frac {1}{2}}} حذف می‌شد.

### تک بار نقطه‌ای
انرژی پتانسیل الکتریکی سامانه‌ای که تنها شامل یک بار نقطه‌ای الکتریکی است برابر صفر است. چون در آنجا هیچ منبع پتانسیل الکتریکی در مقابل وجود ندارد که نیاز باشد یک عامل خارجی کار انجام دهد و بارهای الکتریکی را از بینهایت تا موقعیت نهایی آن جابه‌جا کند. باید امکان تعامل بین تک بار الکتریکی نقطه ای و پتانسیل الکتریکی خودش را در نظر گرفت اما چون پتانسیل الکتریکی در مکان خود تک بار الکتریکی بینهایت است در نتیجه این «خود-انرژی» از قصد برای برآورد انرژی الکتروستاتیک کل سامانه دز نظر گرفته نمی‌شود؛ به‌علاوه پتانسیل الکتریکی ایجاد شده ناشی از تک بار نقطه‌ای هیج کاری برای جابه‌جایی بار الکتریکی انجام نمی‌دهد در نتیجه می‌توان گفت پتانسیل ناشی از یک تک بار الکتریکی در این بحث از اهمیت چندانی برخوردار نیست.

### دو بار نقطه‌ای
در نظر بگیرید که بار الکتریکی دومی به اندازهٔ {\displaystyle q_{2}} در مجاورت بار {\displaystyle q_{1}} قرار گیرد. پتانسیل الکتریکی {\displaystyle \Phi (r)} ناشی از بار {\displaystyle q_{1}} برابر است با:
{\displaystyle \Phi (r_{1})=\;k_{\mathrm {e} }{\frac {q_{1}}{r}}}
که ke ثابت کولن است که در سامانهٔ استاندارد بین‌المللی یکاها (SI) مقدار آن برابر است با:
{\displaystyle k_{\mathrm {e} }=\;{\frac {1}{4\pi \varepsilon _{0}}}}،
که ثابت الکتریسته {\displaystyle \varepsilon _{0}} است، بنابراین خواهیم داشت:
{\displaystyle U_{\mathrm {E} }=\;{\frac {1}{4\pi \varepsilon _{0}}}{\frac {q_{1}q_{2}}{r_{12}}}}
که {\displaystyle r_{12}} فاصلهٔ بین دو بار نقطه‌ای است.

اگر بارهای نقطه‌ای ناهم‌نام باشند انرژی پتانسیل الکتریکی منفی خواهد بود و اگر هم‌نام باشند انرژی پتانسیل الکتریکی مثبت خواهد بود. انرژی پتانسیل منفی بین دو بار ناهم‌نام به دلیل جاذبهٔ الکتریکی بین آن دو بار است یعنی برای اینکه بارها با سرعت ثابت به سمت هم منتقل شوند به دلیل حضور جاذبه، باید کار منفی توسط عامل خارجی فرضی انجام شود (نیرو در خلاف جهت جابه‌جایی) در نتیجه انرژی پتانسیل منفی خواهد بود. به دلیل مشابه انرژی پتانسیل مثبت به علت دافعهٔ بین دو بار است.

### سه بار نقطه‌ای یا بیشتر
برای سه بار نقطه‌ای یا بیشتر نیز انرژی پتانسیل الکتریکی سامانه توسط تمام کار انجام شده توسط عامل خارجی برای آوردن تک تک بارهای نقطه‌ای به سمت موقعیت نهاییشان محاسبه می‌شود؛ بنابراین خواهیم داشت:
{\displaystyle U_{\mathrm {E} }={\frac {1}{4\pi \varepsilon _{0}}}\left({\frac {q_{1}q_{2}}{r_{12}}}+{\frac {q_{1}q_{3}}{r_{13}}}+{\frac {q_{2}q_{3}}{r_{23}}}+\cdots +{\frac {q_{i}q_{j}}{r_{ij}}}\right)}
q1, q2 و … بارهای نقطه‌ای اند.
rij نیز فاصله میان بار iام و jام است.
توجه: اینجا {\displaystyle \varepsilon _{0}} ضریب نفوذپذیری فضای خالی (خلاء) است. زمانی که بارها در فضایی غیر از فضای خالی یا هوا باشند ضریب نفوذپذیری برابر با {\displaystyle \varepsilon =k\varepsilon _{0}} خواهد بود که k ضریب گذردهی الکتریکی (ثابت دی‌الکتریک) نام دارد، k نسیت نیروی الکتروستاتیک وارد شونده در فضای آزاد به نیروی وارد شونده به بار در محیط نسبی است.

## انرژی ذخیره شده در توزیع یک میدان الکتریکی
معادلهٔ انرژی پتانسیل الکتریکی در یک توزیع بار پیوسته در حالتی که میدان الکتریکی داریم نیز قابل استفاده است.
قانون گوس برای میدان الکتریکی در حالت دیفرانسیلی به شکل زیر بیان می‌شود:
{\displaystyle \mathbf {\nabla } \cdot \mathbf {E} ={\frac {\rho }{\epsilon _{0}}}}
که
- {\displaystyle \mathbf {E} \ }، بردار میدان الکتریکی.
- {\displaystyle \rho \ } چگالی بار کل، شامل دوقطبیهای مقید[۱] در ساختار ماده.

در نتیجه خواهیم داشت:
{\displaystyle U={\frac {1}{2}}\int \limits _{\text{all space}}\rho (r)\Phi (r)d^{3}r}
{\displaystyle ={\frac {1}{2}}\int \limits _{\text{all space}}\epsilon _{0}(\mathbf {\nabla } \cdot {\mathbf {E} })\Phi (r)d^{3}r}
از صورت برداری اتحاد دیورژانس که به شکل زیر است استفاده می‌کنیم:
{\displaystyle \nabla \cdot ({\vec {A}}{B})=(\nabla \cdot {\vec {A}}){B}+{\vec {A}}\cdot (\nabla {B})\Rightarrow (\nabla \cdot {\vec {A}}){B}=\nabla \cdot ({\vec {A}}{B})-{\vec {A}}\cdot (\nabla {B})}
پس داریم:
{\displaystyle U={\frac {\epsilon _{0}}{2}}\int \limits _{\text{all space}}\mathbf {\nabla } \cdot (\mathbf {E} \Phi )d^{3}r-{\frac {\epsilon _{0}}{2}}\int \limits _{\text{all space}}(\mathbf {\nabla } \Phi )\cdot \mathbf {E} d^{3}r}
با استفاده از قضیهٔ دیورژانس و این فرض که در بینهایت {\displaystyle \Phi (\infty )=0} است:
{\displaystyle U={\frac {\epsilon _{0}}{2}}\int \Phi \mathbf {E} \cdot dA-{\frac {\epsilon _{0}}{2}}\int \limits _{\text{all space}}(-\mathbf {E} )\cdot \mathbf {E} d^{3}r}
{\displaystyle =\int \limits _{\text{all space}}{\frac {1}{2}}\epsilon _{0}\left|{\mathbf {E} }\right|^{2}d^{3}r.}
در نتیجه، چگالی انرژی یا انرژی در واحد حجم میدان الکتریکی برابر است با:
{\displaystyle u_{e}={\frac {1}{2}}\epsilon _{0}\left|{\mathbf {E} }\right|^{2}.}

## انرژی در عناصر الکترونیکی
برخی عناصر در محیط می‌توانند صورتی از انرژی را به صورتی دیگر تبدیل کنند. مثلاً یک مقاومت الکتریکی، انرژی الکتریکی را به گرمایی تبدیل می‌کند و یک خازن آن را در یک میدان الکتریکی ذخیره می‌کند.

کل انرژی پتانسیل ذخیره شده در یک خازن از رابطهٔ زیر بدست می‌آید:
{\displaystyle U_{\textrm {E}}={\frac {1}{2}}CV^{2}}
در رابطهٔ بالا {\displaystyle C} ظرفیت خازن و {\displaystyle V} پتانسیل الکتریکی کل می‌باشد.

## یادداشت
1. ↑  Polarization density